# Harlan Fiske Stone
Harlan Fiske Stone, né le 11 octobre 1872 à Chesterfield (New Hampshire) et mort le 22 avril 1946 à Washington (district de Columbia), est un juriste et homme politique américain. 

## Études
Il fait successivement ses études au Massachusetts Agricultural College, au Amherst College, et à l’université de Columbia. Il obtient un diplôme de l’Amherst College en 1894, et un diplôme de Columbia en 1898. Lorsqu’il poursuivait ses études à l’Amherst Collège, il était membre de la fraternité « Le Phi Beta Kappa » qui regroupe les élèves les plus brillants.

## Parcours professionnel

### Avocat
En 1898, il commence sa carrière d’avocat au barreau de New York où il rejoint le cabinet « Satterlee & Caufield ». Quelques années après son arrivée au cabinet, il est admis comme associé, et le cabinet est réorganisé sous le nom de « Satterlee, Caufield et Stone » Il devient l’année suivante, et ce jusqu’en 1905, professeur de droit à l’université de Columbia. Il devient ensuite Doyen de cette faculté de 1910 à 1923.

### Ministre de la justice
Membre du Parti républicain, il est ministre de la justice des États-Unis entre 1924 et 1925 dans l'administration du président Calvin Coolidge. Au cours de son mandat, il a réorganisé le Federal Bureau of Investigation (FBI) dont la réputation avait été ternie par le Teapot Dome et d'autres scandales de l'administration du président Warren G. Harding. Pendant la Première Guerre mondiale, il a fait partie de la commission d'enquête du ministère de la Guerre, qui évaluait la sincérité des objecteurs de conscience.

### Juge à la Cour suprême
En 1925, il est nommé par le président Coolidge, juge de la Cour suprême des États-Unis, afin qu’il succède au juge Joseph McKenna. Au sein de cette cour, Stone se joint aux juges Holmes et Brandeis. Ensemble, ils forment la faction libérale de la Cour et appellent à la retenue judiciaire et au respect de la volonté législative. De 1932 à 1937, toujours accompagné de Brandeis et désormais de Benjamin Cardozo (remplaçant de Holmes), ils sont les « trois mousquetaires » de la Cour Suprême. Ils soutiennent ensemble le programme du New Deal du Président Franklin Roosevelt, contrairement à beaucoup de leurs pairs. Le soutien de Stone au New Deal lui apporte les faveurs du président Roosevelt. 

### 12eprésident de la Cour suprême
Il est finalement élevé au rang de juge en chef des États-Unis (Chief Justice) en 1941 par le président Franklin Delano Roosevelt, fonction qu'il occupe jusqu'en 1946. Stone a été confirmé par le Sénat le 27 juin 1941 et le 3 juillet 1941, il reçut sa commission judiciaire et prêta ses serments constitutionnel et judiciaire.

## Carrière juridique
Il exprima en privé l'opinion que le procès de Nuremberg était un lynchage hypocrite mené par Robert Jackson.
Stone s’est fait une réputation en écrivant des opinions dissidentes percutantes en faveur des programmes du New Deal de Franklin D. Roosevelt, en opposition aux "quatre cavaliers" de la Cour (Pierce Butler, James McReynolds, George Sutherland et Willis Van Devanter). Il était réputé pour l'impartialité et l'objectivité judiciaires dont il faisait preuve dans ses plus de 600 avis, dont beaucoup portaient sur d'importantes questions constitutionnelles.
Sa contribution la plus notable pour le droit constitutionnel américain est sans aucun doute la note de bas de page no 4 (footnote no 4) présente dans son opinion dans l’affaire United States v. Carolene Products (1937) dans laquelle, il a reconnu la constitutionnalité présumée du pouvoir réglementaire du Congrès sur le commerce entre États.
Cette note suggère que les affaires concernant les droits des minorités isolées et discrètes occupent une place plus importante et méritent un examen plus approfondi de la part de la Cour lorsque les lois affectant ces minorités semblent à première vue inconstitutionnelles ou lorsqu'elles faussent le processus démocratique pour entraîner une discrimination, en particulier lorsque les victimes n'ont pas le pouvoir et l'influence nécessaires pour demander réparation dans l'arène politique. Cette contribution est devenue la base du test de "contrôle strict", que la Cour applique pour évaluer la constitutionnalité de la législation concernant les droits des minorités raciales, des sectes religieuses, des étrangers, des prisonniers et d'autres "minorités discrètes et insulaires".

### Fin de carrière
Le 22 avril 1946, alors qu’il était en pleine session à la Cour, Stone est victime d’un malaise. Le juge Hugo Black, lève la séance et l’aide à quitter la salle. Le juge en chef inconscient est transporté à l'hôpital où, en début de soirée, il meurt, d'une hémorragie cérébrale. Stone est le quatrième juge en chef à avoir été auparavant juge associé et le deuxième à avoir occupé les deux postes consécutivement. À ce jour, il est le seul juge à avoir occupé les neuf postes d'ancienneté de la magistrature, passant du poste de juge associé le plus récent à celui de juge associé le plus ancien, puis à celui de juge en chef qu'il a occupé jusqu'à sa mort. Il s'agit du mandat le plus court de l'histoire. 

### Autres activités
Stone a été directeur de l’Atlanta Air Line Railroad Company et président de l’Association of the American Law Schools. Il était membre de l’association du Barreau américain, ainsi que membre du Club littéraire de Washington.

## Vie privée
En 1899, Harlan Fiske Stone a épousé Agnès E. Harvey avec qui il a eu deux garçons Lauson H. Stone et Marshall H. Stone.